# Dominic Howard
Pour les articles homonymes, voir Howard.
 (octobre 2022).
Si vous disposez d'ouvrages ou d'articles de référence ou si vous connaissez des sites web de qualité traitant du thème abordé ici, merci de compléter l'article en donnant les références utiles à sa vérifiabilité et en les liant à la section « Notes et références ».

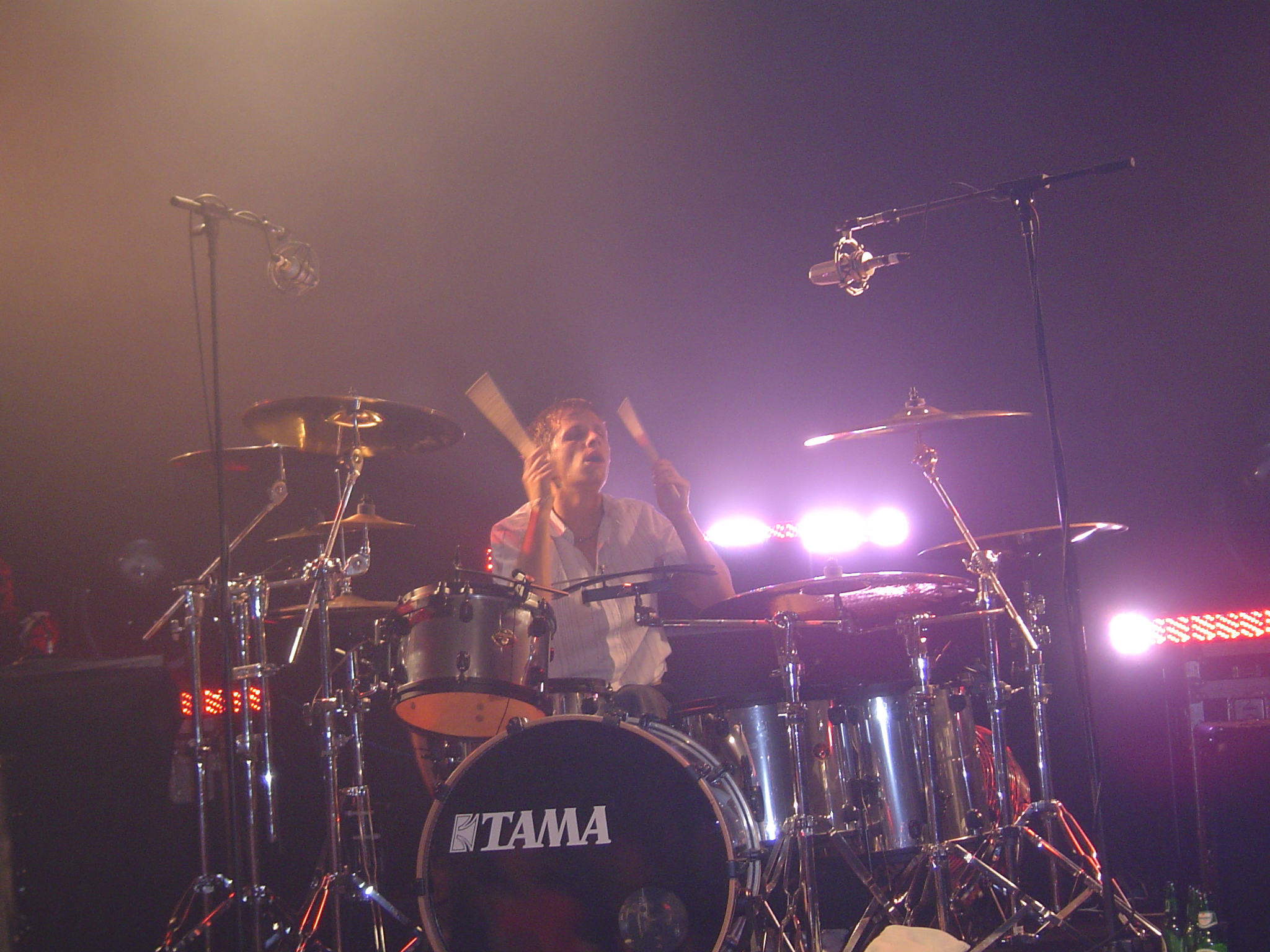
Dominic Howard en concert à Toronto en 2004

Dominic James Howard, né le 7 décembre 1977 à Stockport en Angleterre est le batteur du groupe de rock britannique Muse. Il est également batteur du super groupe Vicky Cryer depuis 2011.
Comme il est gaucher, le sens de sa batterie est inversé pour qu'il puisse jouer de sa main gauche de façon dominante.

## Biographie

### Jeunesse et débuts
Dominic James Howard naît le 7 décembre 1977 à Stockport, au sud de Manchester,.
Bien qu'étant le plus âgé du trio, Dominic Howard est le boute-en-train du groupe, toujours à raconter des blagues et à plaisanter. De plus, il avoue adorer le contact avec les gens pendant les tournées. Cela fait de lui le membre le plus investi auprès des fans sur les réseaux sociaux comme sur les différentes tournées du groupe.
Dominic Howard déménage à l'âge de 8 ans dans la petite ville de Teignmouth, dans le comté de Devon en Angleterre. Il commence à apprendre à jouer de la batterie à l'âge de 11 ans après avoir été impressionné par un groupe de jazz jouant dans son école.

### Carrière avec Muse
Il intègre alors un premier groupe de rock nommé Gothic Plague. Il est rejoint ensuite par Matthew Bellamy, celui-ci ayant quitté son groupe Carnage Mayhem . À la recherche d'un bassiste correct après plus de deux ans de renvois au sein de leur propre groupe, ils rencontrent Christopher Wolstenholme, à l'époque batteur dans un autre groupe appelé Fixed Penalty, et lui demandent de jouer de la basse. Chris accepte et commence à apprendre à jouer de cet instrument. Durant les années 1993-1994, le groupe forme les Rocket Baby Dolls, avant de prendre définitivement le nom de Muse en mars 1994.
Le 27 juin 2004, Dominic Howard a vécu un drame. Alors que Muse vient de triompher en tête d’affiche du Festival Glastonbury en Angleterre (en sortant de scène, ils déclarent avoir donné le meilleur concert de leur vie), William Howard, le père du batteur, venu assister à la prestation du groupe, décède d’une crise cardiaque quelques minutes après la fin du "délire" total qui suivit la musique finale du show : Stockholm Syndrome. Un DVD de cette performance, dédié à sa mémoire, a vu le jour quelques mois plus tard.
Le batteur a rejoint un nouveau groupe de Rock surnommé Vicky Cryer composé également de Alex Carapetis de Nine Inch Nails, Mark Stoermer des Killers, Ray Suen de Flaming Lips et Jason Hill de Louis XIV.

## Personnalité artistique

### Influences
Dominic Howard avoue s'inspirer du jeu de nombreux batteurs célèbres tels que Stewart Copeland, Roger Taylor, Buddy Rich, Nick Mason, Tre Cool, Tim Alexander ou Dave Grohl. Ses goûts musicaux sont très éclectiques ; outre Jimi Hendrix, il écoute volontiers des groupes comme Radiohead, dEUS, Pavement, Primus, Rage Against The Machine et Limp Bizkit, mais sa formation préférée est le groupe australien Powderfinger.

### Technique de jeu
En 2022, le batteur expérimente la technique de la double pédale de grosse caisse pour l'enregistrement de l'album Will of the People.